# Чернецький Олександр Олександрович
Олександр Олександрович Чернецький (нар. 20 червня 1995) — український футболіст, півзахисник.

## Життєпис
Вхованець київської ДЮСШ-15, за юнацькі та молодіжні команди якої грав з 2006 по 2015 рік. Напередодні старту сезону 2015/16 років перейшов у «Гірник-Спорт», але за команду з Горішніх Плавнів не зіграв жодного офіційного поєдинку.
24 березня 2016 року підписав контракт з «Барсою». Дебютував у футболці сумського клубу 9 квітня 2016 року в програному (0:3) виїзному поєдинку 18-го туру Другої ліги проти ковалівського «Колоса». У весняно-літній частині сезону 2015/16 зіграв 9 матчів у Другій лізі.
Сезон 2016/17 років розпочав в «Арсеналі-Київщині». Дебютував у футболці білоцерківського клубу 20 серпня 2016 року в переможному (4:1) домашньому поєдинку 5-го туру Другої ліги проти миколаївського «Суднобудівника». Чернецький вийшов на поле в стартовому складі та відіграв увесь матч, а на 86-й хвилині отримав жовту картку. Єдиним голом за «Арсенал-Київщину» відзначився 13 вересня 2016 року на 3-й хвилині програного (2:6) домашнього поєдинку 9-го туру Другої ліги проти кременчуцького «Кременя». Олександр вийшов на поле в стартовому складі та відіграв увесь матч. Влітку та восени 2016 року зіграв 8 матчів у Другій лізі, в яких відзначився 1 голом.
11 квітня 2017 року підсилив «Поділля». Дебютував у футболці хмельницького клубу 14 липня 2017 року в нічийному (2:2) домашньому поєдинку 25-го туру Другої ліги проти горностаївського «Миру». Чернецький вийшов на поле в стартовому складі та відіграв увесь матч. Єдиним голом за «Поділля» відзначився 21 травня 2017 року на 7-й хвилині переможного (3:0) домашнього поєдинку 32-го туру Другої ліги проти одеського «Реал Фарма». Олександр вийшов на поле в стартовому складі та відіграв увесь матч. У Другій лізі України за хмельницький клуб зіграв 15 матчів, в яких відзначився 1 голом.
У грудні 2017 року відправився на перегляд у «Миколаїв», а 15 січня 2018 року домовився про дострокове розірвання контракту з «Поділлям» і вільним агентом залишив команду. 15 березня 2018 року підписав контракт з миколаївським клубом, навесін 2018 року 4 рази потрапляв до заявки «корабелів» на поєдинки Першої ліги, але в жодному з них на поле не виходив. Перебував у заявці на сезон і в «Миколаїв-2», але за команду також не грав. 20 серпня 2018 року прибув на перегляд у «Кобру», а три дні по тому підписав контракт з клубом. Дебютував у футболці харківського клубу 28 липня 2018 року в програному (0:2) домашньому поєдинку 2-го туру Першої ліги проти МФК «Миколаїв». Чернецький вийшов на поле на 46-й хвилині, замінивши Владислава Лобка. Зіграв 2 матчі за «Кобру». 29 серпня 2018 року «Кобру» виключили з ПФЛ, а Олександр Чернецький, разом з іншими футболістами отримав статус вільного агента.
23 серпня 2018 року підсилив «Мир». Дебютував у футболці горностаївського клубу 27 серпня 2018 року в переможному (2:1) домашньому матчі 6-го туру групи Б Другої ліги проти новокаховської «Енергія». Олександр вийшов на поле на 90-й хвилині, замінивши Івана Доценка. З серпня по вересень 2018 року зіграв 2 поєдинки у Другій лізі за «Мир». Наприкінці листопада 2018 року залишив горностаївський клуб. Наприкінці квітня 2019 року приєднався до «Таврії». Дебютував у футболці сімферопольського клубу 30 квітня 2019 року в нічийному (2:2) домашньому поєдинку 23-го туру групи Б Другої ліги проти одеського «Реал Фарма». Чернецький вийшов на поле на 89-й хвилині, замінивши Романа Стефурака. У весняно-літній частині сезону 2018/19 років зіграв 4 матчі в Другій лізі.
25 липня 2019 року підписав контракт з «Поліссям». Дебютував у футболці житомирського клубу 27 липня 2019 року в переможному (1:0) домашньому поєдинку 1-го туру групи А Другої ліги проти тернопільської «Ниви». Олександр вийшов на поле в стартовому складі, а на 63-й хвилині його замінив Євгеній Терзі. Дебютним голом за «Полісся» відзначився 9 жовтня 2019 року на 12-й хвилині переможного (3:0) виїзного поєдинку 14-го туру групи А Другої ліги проти київської «Оболоні-Бровар-2». Чернецький вийшов на поле в стартовому складі, а на 89-й хвилині його замінив Володимир Донцов.

## Досягнення
«Полісся» (Житомир)
- Друга ліга України
  -  Чемпіон (1): 2019/20 (група А)